# 蘇格蘭 (佛羅里達州)
蘇格蘭（英語：Scotland）是位於美國佛羅里達州加茲登縣的一個非建制地區。該地的面積和人口皆未知。

## 地理
蘇格蘭的座標為30°34′36″N 84°25′49″W / 30.57667°N 84.43028°W，而該地的平均海拔高度為69米（即226英尺）。